# John Dall
John Dall, född 26 maj 1920, i New York, USA, död 15 januari 1971 i Beverly Hills var en amerikansk skådespelare. Han är kanske mest känd för en av huvudrollerna i Alfred Hitchcock film Repet. Han har även haft en roll i filmen Spartacus.